# Fold Lake
Fold Lake är en sjö i Antarktis. Den ligger i Östantarktis. Australien gör anspråk på området. Fold Lake ligger 12 meter över havet. Arean är 0,13 kvadratkilometer. 
I övrigt finns följande vid Fold Lake:
- Naitou Jiao (en udde)